# ФК Ђенова
ФК Ђенова (енгл. Genoa Cricket and Football Club) је италијански фудбалски и крикет клуб из Ђенове. Крикет клуб је основан 1893, док је фудбалски клуб основао Енглез Џејмс Ричардсон Спенсли 1897. године. ФК Ђенова је најстарији италијански клуб који је још увек активан. Утакмице игра на стадиону Луиђи Ферарис, капацитета 36.536 места. Редован је прволигаш.

## Успеси

### Национални
- Серија А :
  - Првак (9) : 1898, 1899, 1900, 1902, 1903, 1904, 1914/15, 1922/23, 1923/24.
  - Другопласирани (4) : 1901, 1905, 1927/28, 1929/30.
- Куп Италије :
  - Освајач (1) :  1936/37.
  - Финалиста (1) :  1939/40.
- Серија Б :
  - Првак (6) :  1934/35, 1952/53, 1961/62, 1972/73, 1975/76, 1988/89.
  - Другопласирани (2) :  1980/81, 2022/23.
  - Пласман у виши ранг (1) : 2006/07.
- Серија Ц / Серија Ц1 :
  - Првак (1) :  1970/71.
  - Другопласирани (1) :  2005/06.

### Европски
- УЕФА куп :
  - Полуфиналиста : 1991/92.
- Митропа куп :
  - Финалиста (1) : 1990.
  - Четвртфиналиста : 1929.
- Куп Алпа :
  - Освајач (3) : 1962, 1964, 1991.
- Англо-италијански Лига куп :
  - Освајач (1) : 1996.